# Gynodiastylis milleri
Gynodiastylis milleri är en kräftdjursart som beskrevs av Jones 1963. Gynodiastylis milleri ingår i släktet Gynodiastylis och familjen Gynodiastylidae. Inga underarter finns listade i Catalogue of Life.